# .bo
.bo je vrhovna internetska domena (country code top-level domain - ccTLD) za Boliviju. Domenom upravlja NIC Bolivia.

## Vanjske poveznice
- IANA .bo whois informacija  Arhivirana inačica izvorne stranice od 29. kolovoza 2008. (Wayback Machine)